# Ildefons Coloma i de Melo
Ildefons Coloma i de Melo, conegut com a Ildefons Coloma i també com a Alonso Coloma de Saa (Elda, c. 1557 - Múrcia, 20 d'abril de 1606) fou un canonge i poeta valencià, que esdevingué bisbe de Barcelona entre els anys 1599 i 1603, i de Cartagena entre 1603 i 1606.
Fill del poeta i primer comte d'Elda Joan de Coloma i Cardona i la dama portuguesa Isabel de Saa, i germà del militar, diplomàtic i historiador Carles Coloma i d'Antoni Coloma i Saa, va estudiar teologia al col·legi major de Conca i lletres sagrades a la universitat de València. Canonge de la santa església de Sevilla, el 1588 va aconseguir per oposició la canongia magistral d'aquesta església. Més enllà de les seves tasques pastorals, va cultivar la poesia llatina i castellana, de la qual només es conserven dues composicions poètiques publicades el 1596 dins del llibre Comentari en breu compendi de disciplina militar: en què s'escriu la jornada de les illes dels Açores. El 19 de juny de 1597 va ser elegit per Felip II com a visitador reial a la universitat de València per posar fi als continus motins i revoltes estudiantils que havien propiciat el tancament de la universitat. Després d'aquesta visita, que dura des del 1598 fins al 1599, va escriure un memorial o informe a Felip II. També fou inquisidor de Portugal.
El 27 de setembre de 1599 va ser nomenat bisbe de Barcelona, i aquell mateix any canceller de la universitat de Barcelona. Durant el seu bisbat va introduir a Espanya el primer convent de l'ordre de les caputxines, i féu construir el nou sepulcre de sant Oleguer i féu pintar el retrat dels bisbes barcelona. Ildefons de Coloma va promoure la canonització de sant Oleguer, traslladant solemnement el seu cos incorrupte al nou sepulcre. Durant el seu pontificat es van celebrar les festes de la canonització de sant Ramon de Penyafort. També va acollir a la diòcesi de la Barcelona a les monges caputxines. El 1603 va ser nomenat bisbe de Cartagena, i es va traslladar a Múrcia per fer front a l'epidèmia de pesta de 1606. Va morir víctima d'aquesta el 20 d'abril d'aquell mateix any. Va ser enterrat a la capella del transcor de la catedral de Múrcia.